# Anastrepha margarita
Anastrepha margarita är en tvåvingeart som beskrevs av Caraballo 1985. Anastrepha margarita ingår i släktet Anastrepha och familjen borrflugor. Inga underarter finns listade i Catalogue of Life.